# Det preussisk-østrigske kondominat
Det preussisk-østrigske kondominat (også prøjsisk-østrigsk kondominat) er navnet på den fælles preussisk-østrigske administration i Slesvig (≈Sønderjylland) og Holsten efter den anden slesvigske krig i 1864 og indtil Preussens anneksion af hertugdømmerne i 1866.
Hertugdømmet Slesvig har før anden slesvigske krig været dansk lensområde med den danske konge i en dobbeltfunktion som lensherre (som konge) og vasal (som hertug). Holsten og Lauenborg har været medlemsstater af det Tyske Forbund, hvor den danske konge kun regerede i sin egnskab af hertug. Med Wienertraktakten gik herredømmet over hertugdømmerne over til Preussen og Østrig, som aftalte at ville styre områderne i fællesskab (≈i et kondominat). Den politiske rivalitet mellem de to tyske storstater viste sig dog i praksis at være en hæmsko for en fælles administration. Mens Østrig støttede ideen om et forenet Slesvig-Holsten under den tysk-orienterede Frederik af Augustenborg, ville Preussen helst indlemme hertugdømmerne i den preussiske stat. På grund af unenighederne kom de i 1865 overens om at dele administrationen. I Gastein-konventionen fra august 1865 aftalte begge parter, at Slesvig skulle administreres af Preussen og Holsten af Østrig. Preussen fik derudover retten til at bruge militærveje gennem Holsten og retten til at konstrukere en kanal og en telegraflinje gennem Holsten. Også havnen i Kiel skulle komme under preussisk souverinitæt. Grænsebyen Rendsborg skulle blive tysk forbundsfæstning. Lauenborg blev annekteret af Preussen, som udbetalte 2,5 millioner danske rigsdaler til Østrig som erstatning. Aftalen holdt dog ikke længe på grund af Bismarcks bestræbelser på at fremprovokere en ny krig mod Østrig (og at samle Tyskland uden Østrig i en lilletysk løsning). Preussens besættelse af Holsten i juni 1866 førte endelig til den tysk-tyske krig, hvorefter Slesvig og Holsten blev formelt annekteret af Preussen. Hertugdømmerne dannede derefter den nye preussiske provins Slesvig-Holstein. Den i Pragtraktaten 1866 mellem Preussen og Østrig aftalte folkeafstemning om Slesvigs nationale tilhørsforhold blev først gennemført i 1920.
- Hertugdømmerne før 1864
- Territoriale ændringer efter Wienertraktaten i oktober 1864